# Zonder titel (Bart Kelholt)
Langs de Schoonhovendreef in Amsterdam-Zuidoost staat een titelloos artistiek kunstwerk van Bart Kelholt (1946).
Het kunstwerk is een uitvloeisel van een opdracht uitgeschreven door het stadsdeel Amsterdam-Zuidoost. Kelholt gaf met zijn titelloos werk de verhouding tussen open ruimte en grote metalen objecten weer. Hij werd daarbij geïnspireerd door plattegronden van onder andere gebouwen, een inspiratie die hem ook in later werk zou bezighouden. Hij gebruikt daarbij open (hier) of gesloten constructies (beeld bij bijnaam Vuurpot in Amstelveen). De metalen objecten nabij de Schoonhovendreef staan in de parkachtige omgeving ruimtelijk opgesteld. Plaats en gebruikt materiaal (bronzen huid) geven de indruk dat hier in het verleden een of meerdere grote gebouwen hebben gestaan, waarvan alleen de monoschrome en archaïsche staanders zijn overgebleven, een ruïne bestaande uit een open ruimte met hier en daar een overblijfsel. Het kunstwerk vormt daarmee een contrast met de omliggende 20e eeuwse woonwijk en tevens een verbinding tussen verleden en heden. 

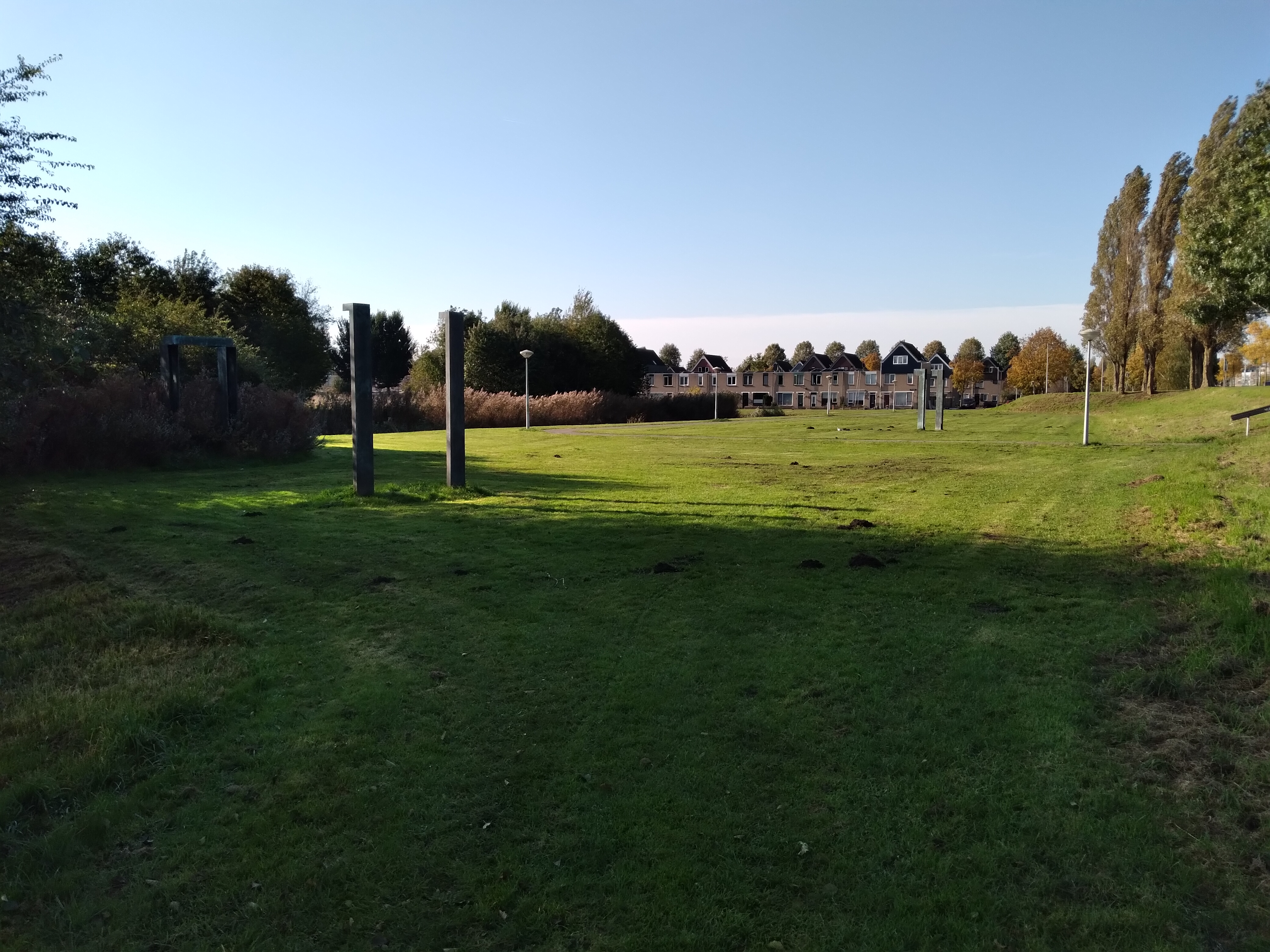
Zonder titel in het veld (oktober 2021)